# Pinus uncinata
Pinus uncinata är en tallväxtart som beskrevs av Louis François Ramond de Carbonnière och Dc. Pinus uncinata ingår i släktet tallar, och familjen tallväxter. Inga underarter finns listade i Catalogue of Life.

## Bildgalleri

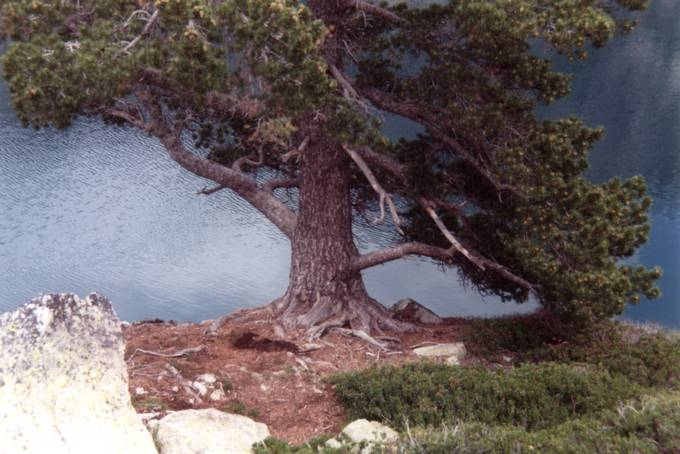
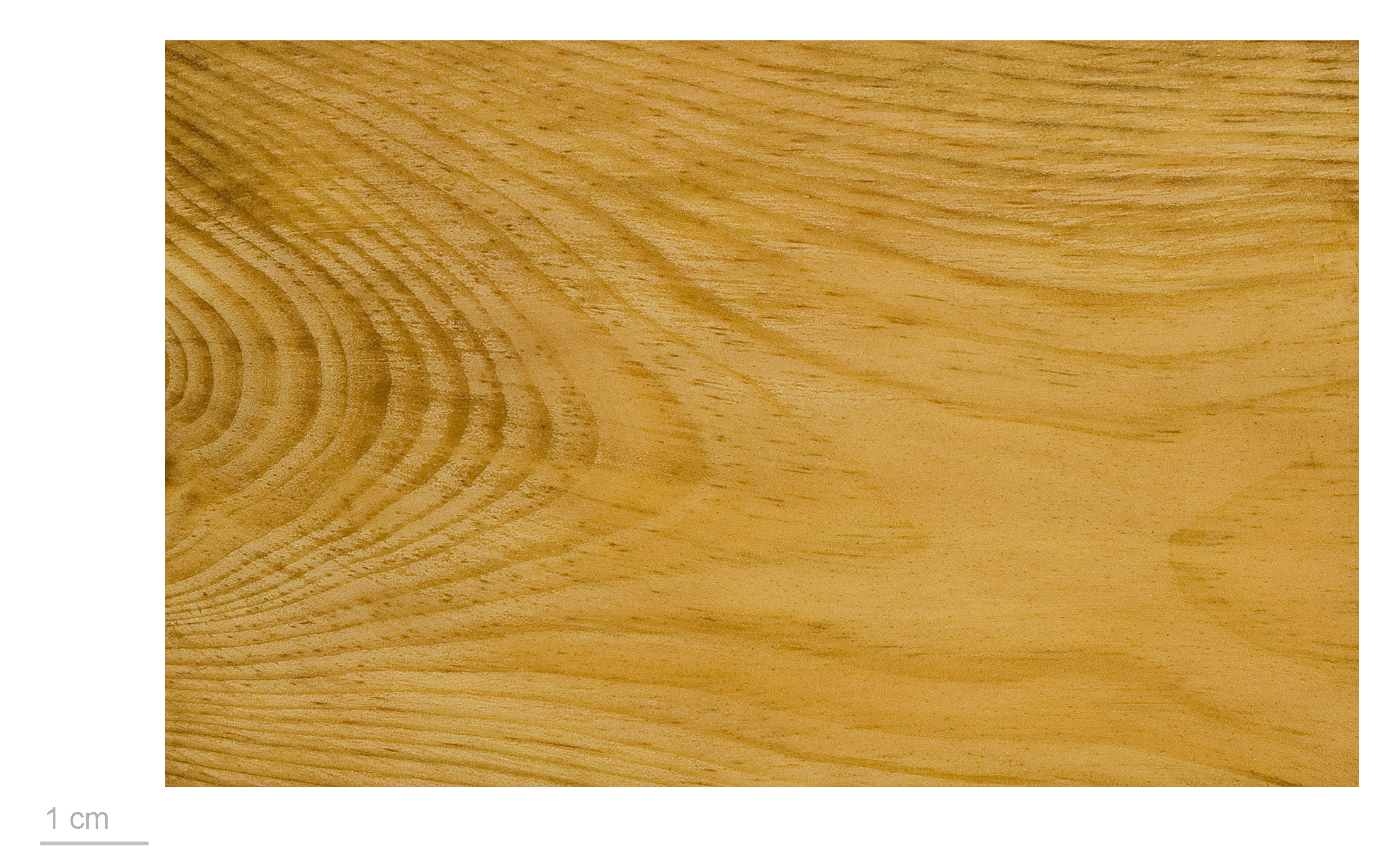
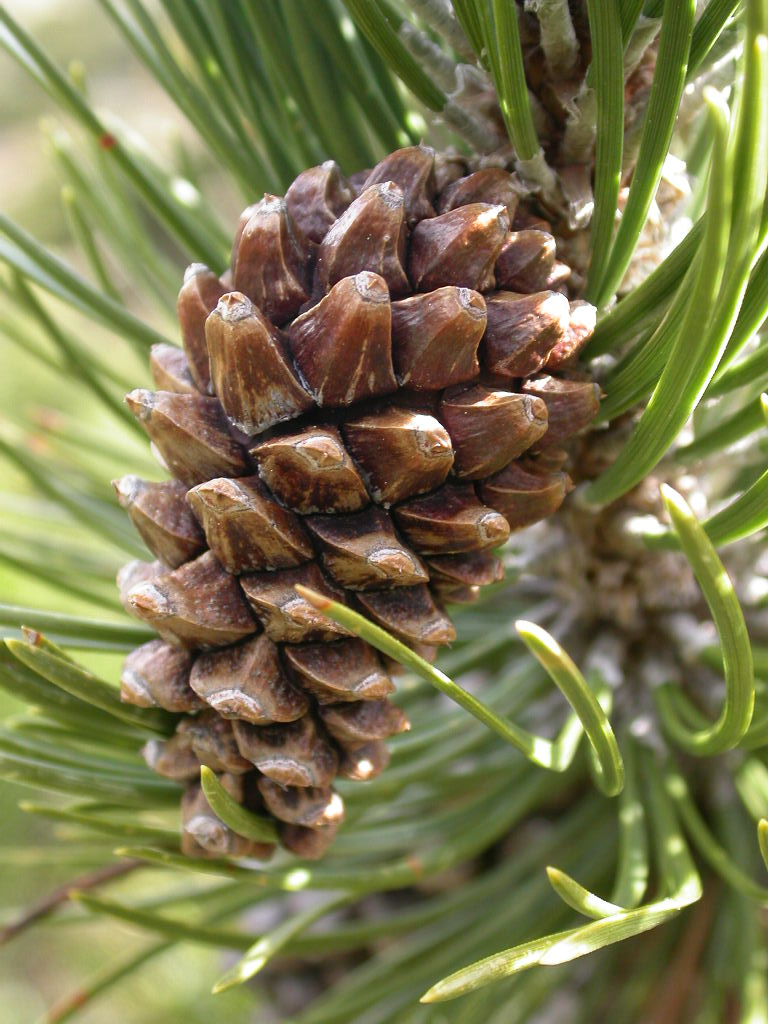
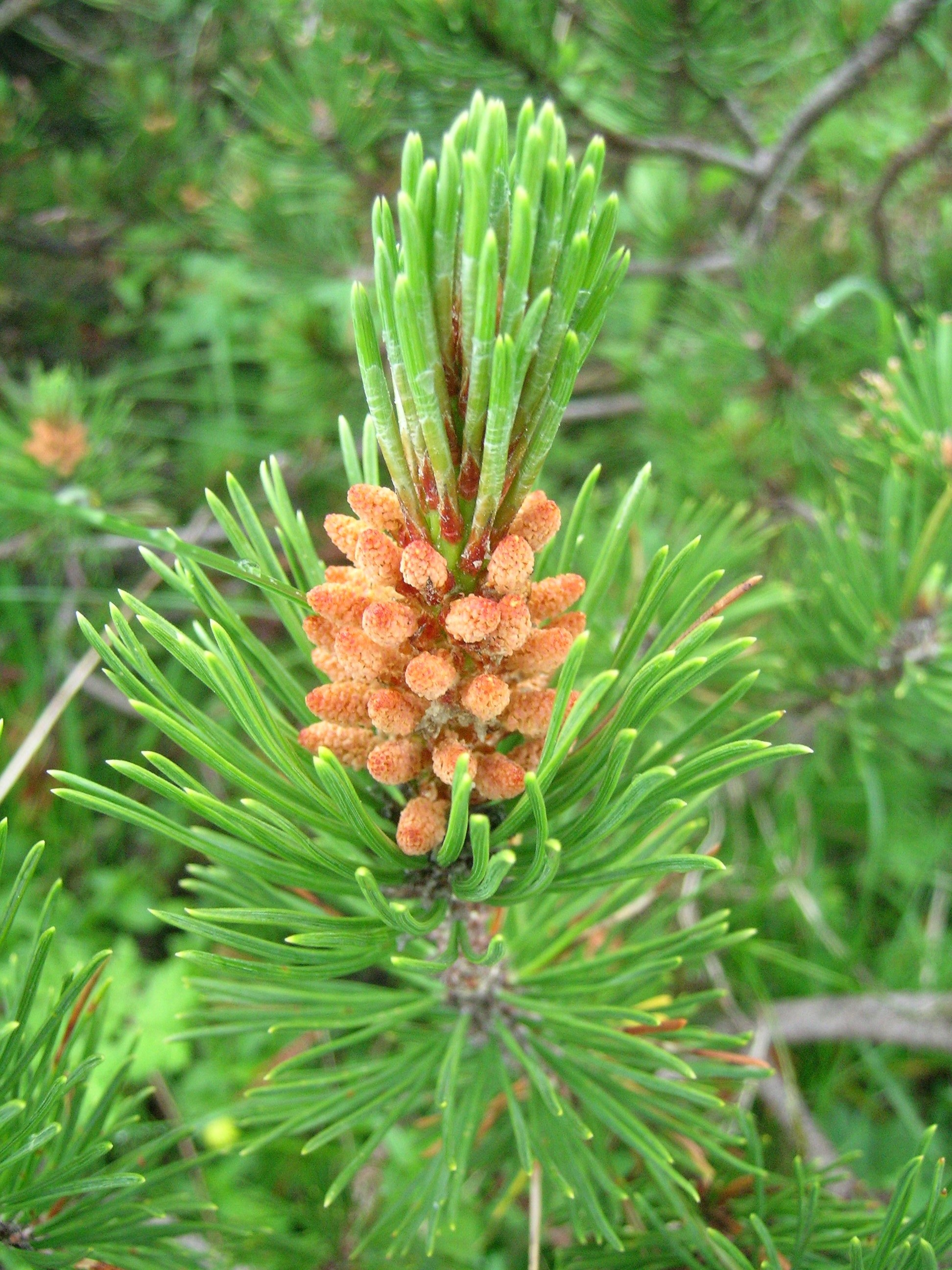
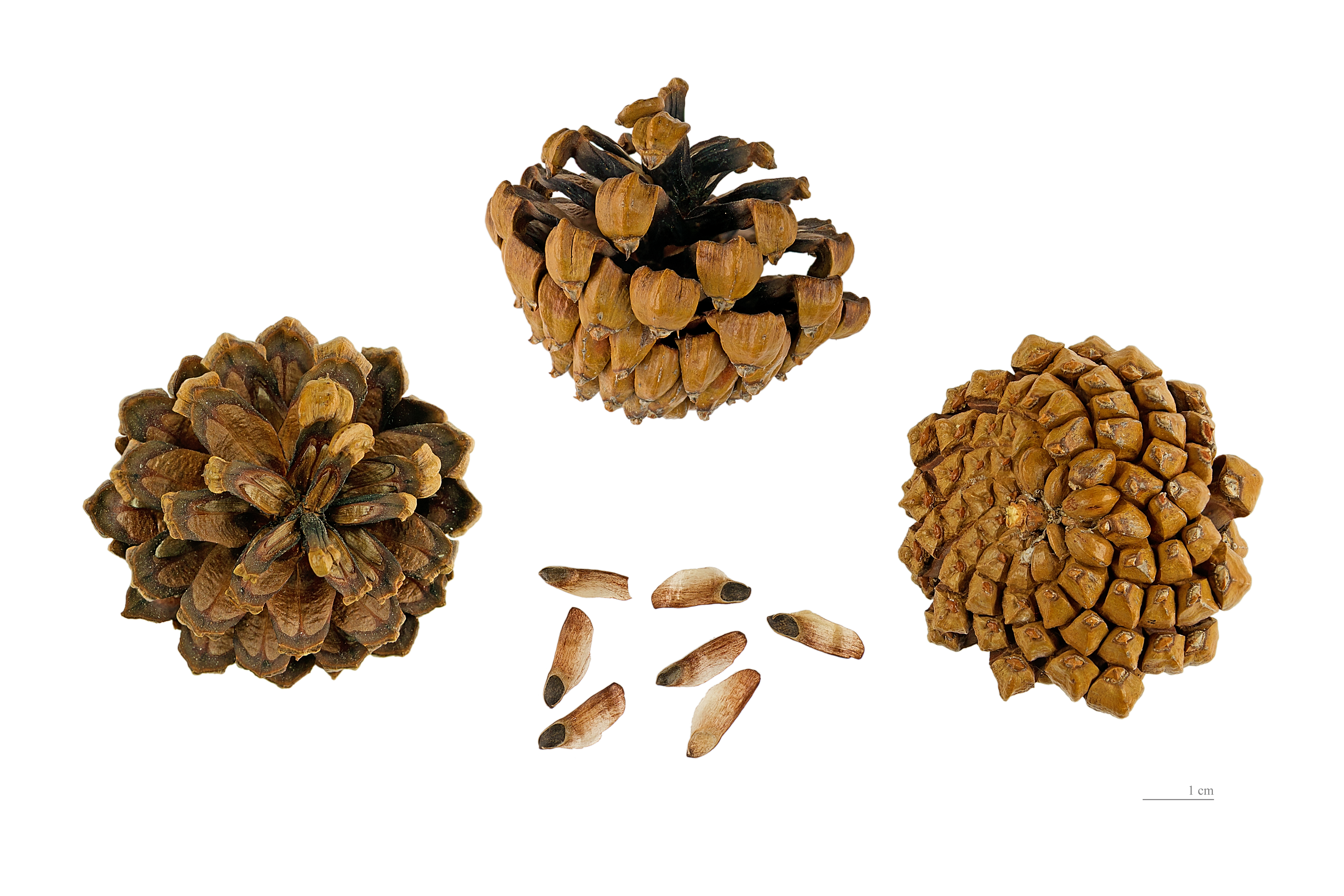
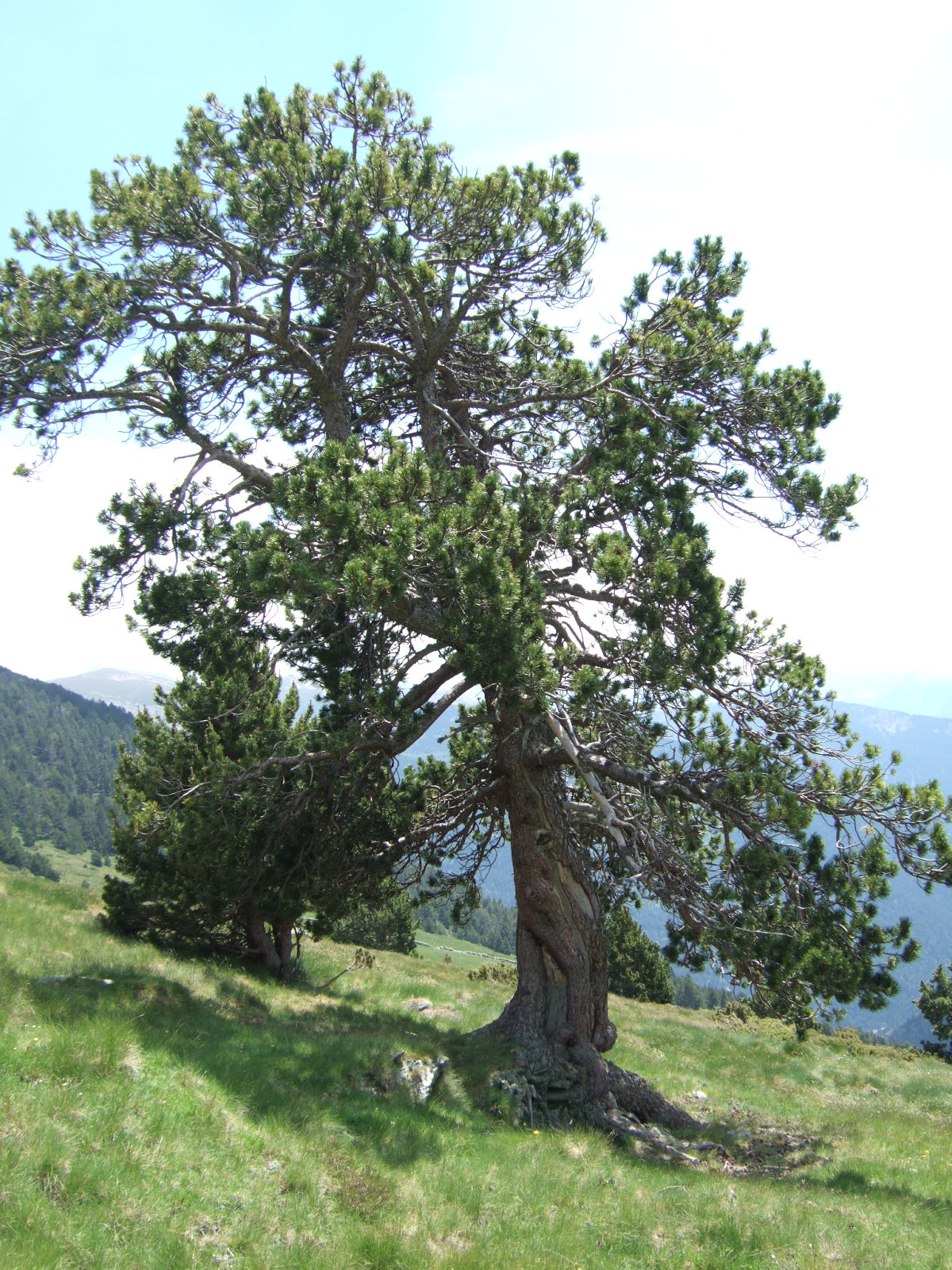